# Veldedo
Veldedo es una localidad española perteneciente al municipio de Brazuelo, en la provincia de León, comunidad autónoma de Castilla y León.

## Geografía

### Ubicación
| Noroeste: Manzanal del Puerto | Norte: Ucedo  | Noreste: Rodrigatos de la Obispalía |
| Oeste: Viforcos               |               | Este: Vanidodes                     |
| Suroeste Viforcos             | Sur: Viforcos | Sureste: Quintanilla de Combarros   |

## Demografía
Evolución de la población
| Gráfica de evolución demográfica de Veldedo entre 2000 y 2016      |
|                                                                    |
| Población de derecho (2000-2016) según el padrón municipal del INE |